# 桜ケ丘 (いわき市)
桜ケ丘（さくらがおか）は、福島県いわき市にある町丁である。郵便番号は972-8324。

## 地理
いわき市中央部の常磐地区に属する。北で常磐上湯長谷町、南西で常磐下湯長谷町、南から西にかけ常磐白鳥町と隣接する。常磐上湯長谷町、常磐下湯長谷町境界部の丘陵地が宅地造成されたことにより、両地区より分離新設された地区である。域内を縦断する市道桜ケ丘1号線、横断する市道桜ケ丘2号、3号線を境に南西に一丁目、南東に二丁目、北西に三丁目、北東に四丁目が置かれている。常磐関船町内に所在するいわき中央警察署常磐分庁舎及び常磐消防署がそれぞれ管轄にあたる。

## 歴史
- 1981年 - 1988年にかけ宅地造成に伴い常磐上湯長谷町、常磐下湯長谷町より分離新設される[4]。

## 世帯数と人口
2023年10月31日現在の世帯数と人口は以下の通りである。
| 大字   | 世帯数  | 人口   |
| ------ | ------- | ------ |
| 桜ケ丘 | 599世帯 | 1372人 |

## 小・中学校の学区
市立小・中学校に通う場合、学区は以下の通りとなる。
| 番地 | 小学校               | 中学校               |
| ---- | -------------------- | -------------------- |
| 全域 | いわき市立磐崎小学校 | いわき市立磐崎中学校 |

## 交通

### 道路
- いわき市道桜ケ丘1号線 - （福島県道14号いわき石川線とを結ぶメインアクセス路）

## 施設
- 桜ケ丘中央公園
- 桜ケ丘二丁目公園
- 桜ケ丘集会所